# Osvaldo Ribó
Osvaldo Ribó (Victoria, Entre Ríos, 30 de noviembre de 1927-Mar del Plata, 19 de abril de 2015) fue un cantante de tango argentino. Era el padre de la actriz Olivia Hussey y abuelo de la actriz India Eisley.

## Biografía
Nació con el nombre de Andrés Bartolomé Osuna, en la ciudad de Victoria (provincia de Entre Ríos, Argentina). Fue el sexto de diez hermanos. Es hermano del cantante victoriense Octavio Osuna. Su vocación por la música y el canto despertó tempranamente.

De pibe, en mi pueblo, no sabíamos de tango, ni de milonga, ni de ningún otro ritmo. Hasta que, de pronto, me conmovió la letra de un tango escrita en el diario. Ocupaba la página central, era Giuseppe el zapatero. Yo tenía apenas siete años.
Osvaldo Ribó

Estudió la escuela primaria en la ciudad de Rosario (provincia de Santa Fe), que era el segundo centro del tango en Argentina. Un día, la directora de la escuela lo escuchó cantando en la cocina del establecimiento y le preguntó por qué se había mudado de Victoria, y el chico respondió: «Porque quería cantar». La directora —que tocaba el piano y el violín— decidió probar al niño en el coro del colegio, de 60 niños.
Apenas adolescente debutó como cantor de tangos en una radio de Rosario, acompañado por guitarras, e ingresó en una orquesta de cabaré donde tocaba el violinista Nito Farace y cuyo director Lincoln Garrot imitaba el estilo de Osvaldo Fresedo.

Llegué a Buenos Aires en 1943 a los 16 años. Vivía con un tío quien me anotó en un concurso: «Voces nuevas surgidas del deporte», que finalmente gané. Mi tío me ayudó mucho, pero era muy estricto. Un día llegué tarde (por culpa de una mujer) y me mandó de vuelta a mi pueblo. En ese concurso participaron muchachos mayores que yo, que luego serían artistas reconocidos: Oscar Larroca, Carlos Vidal y Roberto Carlés, entre otros.
Osvaldo Ribó

En 1944 comenzó a utilizar el seudónimo «Julio Lucero». Actuó en el cabaré Sans Souci con la orquesta de Alfredo Gobbi.
Fue cantante del conjunto de Antonio Arcieri, con quienes trabajó en varios cabarés. Luego fue cantante del sexteto Dalepi (apócope del apellido griego del bandoneonista Armando Dalepidote) con quienes se presentaban en un local llamado Hurlingham, enfrente a la confitería Novel (en la calle Lavalle). En ese local debutó también la famosa orquesta de jazz Varela Varelita.
Cuando el cantor Enrique Campos se fue de la orquesta de Ricardo Tanturi, el director comenzó a probar una importante cantidad de postulantes. Tanturi buscaba voces con personalidad y por ese motivo eligió a Ribó. A raíz de un concurso propuesto por el auspiciante del programa radial donde actuaba Tanturi, los oyentes propusieron el nombre artístico del cantante recién incorporado. Así surgió el seudónimo «Osvaldo Ribó».
El 27 de agosto de 1946 debutó en los discos Victor con la orquesta de Ricardo Tanturi, grabando el tango de Pracánico y Servetto Sombras y en su reverso Una lágrima de Verona y Cárdenas. Desde ese momento fue el cantor de Tanturi, compartiendo los cantables con Roberto Videla y ocupando el lugar dejado en la orquesta por el uruguayo Enrique Campos. Alma de bohemio, Remembranza, Vagabundo, Ana Lucía, fueron algunas obras que marcaron los cuatro años con Tanturi.
Su primera grabación fue a dúo con Roberto Videla, el 16 de agosto de 1946, el vals Amores de estudiante, dejando registrados 14 temas con Tanturi. Su gran éxito fue y, sigue siendo, el tango Papel picado, de Cátulo Castillo y José González Castillo.
Desde 1954 trabajó con la orquesta de Lorenzo Barbero, con quienes grabó dos tangos: Noche de locura (23 de julio de 1954) y No quiero verte llorar (20 de mayo de 1955).
En 1960 trabajó con el bandoneonista Ángel Domínguez. Ese mismo año grabó Aquel nocturno con la orquesta de Héctor Gondre, el bandoneonista de Ricardo Tanturi.
Después pasó a la orquesta de Mariano Mores, con quien tuvo «una mala experiencia», según sus propias palabras. También actuó en televisión.
Siguió actuando, siempre como solista, en innumerables locales, registrando algunas grabaciones. En 1978, acompañado por el importante guitarrista tanguero Roberto Grela y sus guitarristas, deja cuatro temas registrados. Luego, una serie de grabaciones de las que reniega, sólo editadas en casete, ocho temas con la orquesta dirigida por Ricardo Martínez en 1987.
En su último trabajo, grabado en 1999 y editado por Héctor Lucci, registra doce temas con el acompañamiento de guitarras de Hugo Rivas y se reeditan los cuatro temas grabados con Roberto Grela en 1978.

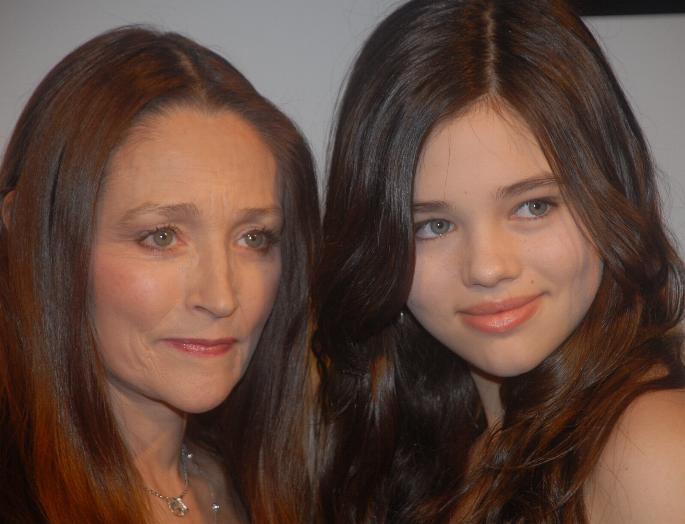
Olivia Hussey con su hija India Eisley (n. 1993), nieta de Ribó.

En 1950 se casó con la secretaria legal inglesa Alma Joy Hussey, residida en Buenos Aires. Tuvo dos hijos, Olivia (1951) y Andrés (1953), más tarde llamado Andrew Osuna. En 1954, Ribó y su esposa se separaron. En 1958 —cuando Olivia tenía siete años— su exesposa Hussey se fue a vivir con sus dos hijos a Londres, y Ribó ya no los vio más. Joy Hussey falleció en 1989.
Su hija, Olivia Hussey, cambió su apellido paterno por el materno. Cuando se hizo famosa por protagonizar la película Romeo y Julieta (1968), viajó a Argentina como invitada del Gobierno. «Yo acepté porque quería ver a mi papá». Esa fue la última vez que se volvieron a ver.

Ahora [mi papá] tiene 74 años de edad, pero parece de 60. Es tremendamente atractivo, uno de los últimos tres cantores de tango en todo el mundo».
Olivia Hussey, 2002

Vivió sus últimos años en el barrio de Núñez (norte de la ciudad de Buenos Aires).
El 14 de mayo de 2008 se le realizó un homenaje en el tradicional café Tortoni (en Buenos Aires).
Osvaldo Ribó falleció en la ciudad de Mar del Plata (provincia de Buenos Aires), el 19 de abril de 2015, a los 87 años de edad.

## Discografía
En septiembre de 1999, Ribó grabó un cedé llamado Papel picado:
1. Papel picado (tango), 2.20, de Cátulo Castillo y José González Castillo.
2. Shusheta (tango), 2.10, de Juan Carlos Cobián y Enrique Cadícamo.
3. Cortando camino (vals), 2.55, de Fausto Miguel Frontera y Enrique Cadicamo.
4. Tormento (tango), 2.30, de Charlo y Amadori.
5. Se llama mujer (tango), 2.20, de José Rial.
6. Seguime corazón (tango), 3.00, de Baldomero Suárez y Jesús Fernández Blanco.
7. Milonga que peina canas (milonga), 2.45, de Alberto Gómez.
8. A una mujer (vals), 2.55, de Horacio Salgán y Carmelo Volpe.
9. Equipaje (tango), 2.35, de Héctor María Artola y Carlos Bahr.
10. Guitarra mayor (tango), 2.30, de Osvaldo Ribó.
11. Bohardilla (tango), 2.35, de Arturo Blasi y Horacio Sanguinetti.
12. Alfred Arnold (tango), 2.45, de Gabriel Clausi y Hector Negro.
13. Una emoción (tango), 2.50, de Raúl Kaplún y José María Suñé.
14. No quiero verte llorar (tango), 2.25, de Agustín Magaldi y Rodolfo Sciammarella.
15. Temblando (vals), 3.00, de Alberto Hilarión Acuña y Gualberto Márquez-Charrúa.
16. Una lágrima (tango), 2.25, de Nicolás Verona y Eugenio Cárdenas

Del 13 al 16 está acompañado por el guitarrista Roberto Grela, y el resto de las canciones por las guitarras de Hugo Rivas.
Las primeras doce fueron realizadas en 1999 con el acompañamiento del conjunto de guitarras dirigido por el joven y virtuoso Hugo Rivas y los cuatro últimos, del año 1978, acompañados por la guitarra mayor del tango don Roberto Grela, a quien Ribó rinde homenaje interpretando Guitarra mayor, tango de su total autoría.